# Мартин Небаба
Мартин Неба́ба (поч. XVII ст. — 6 липня (16 липня) 1651) — український політик та військовий діяч доби Богдана Хмельницького, засновник роду Небаб. Обирався Отаманом Запорізької Січі. Під час національно-визвольної війни України 1648—1657 — Полковник Борзенський; Полковник Чернігівський; наказний гетьман українського війська у Великому князівстві Литовському; наказний гетьман лівобережних полків України. Загинув у бою на білоруському фронті.
Походженням із міщан Коростишева.

## Життєпис
З молодих літ перебував на Запоріжжі, деякий час був отаманом. У травні 1648 очолив повстання проти польської влади у Чернігівському воєводстві Речі Посполитої. Став організатором і першим полковником Борзнянського полку, а з початку 1649 року — полковник чернігівський.
Влітку 1649 року за дорученням Богдана Хмельницького командував українськими військами у Білорусі. Учасник Пилявської битви 1648 та походу козацьких військ у Галичину. В жовтні 1648 Мартин Небаба очолював авангард української армії під час походу на Замостя. На початку 1649 року — наказний гетьман лівобережних полків. На чолі свого полку брав участь у Зборівській облозі 1649 та Зборівській битві 1649. Виступав проти укладення Зборівського мирного договору 1649.
Влітку 1651 року полк під командуванням Небаби взяв в облогу Гомель, але внаслідок наступу значних польсько-литовських сил був змушений відступити. Керував обороною Чернігово-Сіверщини від наступу військ князя Януша Радзивілла. Загинув у бою з переважаючими силами ворога під Ріпками поблизу Лоєва (тепер Білорусь). За переказами, Януш Радзивілл, вражений мужністю Небаби, наказав над місцем його поховання насипати високу могилу.

## Родинні зв'язки
Вдова Небаби яка мусила сама опікуватися його синами Андрієм та Охрімом, згодом удруге вийшла заміж за шаповалівського сотника Самійла Курбацького. Але й цей шлюб, як виявилося, не гарантував їй спокійного життя. Самійло Курбацький, будучи вірним присязі Гетьману України Іоанну Виговському, поплатився родиною. У травні 1659 р. удову Мартина Небаби з дітьми викрадено московськими загонами й вивезено з Борзни у Путивль. За кілька місяців її відпустили, але бідолашній жінці, яка невдовзі овдовіла вдруге, жилося важко. Гетьман Іван Брюховецький видав їй два охоронні універсали. Згодом Михайло Небаба став стародубським полковником, Андрій Небаба — шаповалівським сотником, а Охрім Небаба — «знатним військовим товаришем».

## Вшанування пам'яті
У містах Чернігів та Коростишів є вулиця Мартина Небаби.
У місті Нікополь перейменували вулицю Макаренка на вулицю Мартина Небаби. 